# Terespol (Landgemeinde)
Die Gmina wiejska Terespol ist eine Landgemeinde im Powiat Biała Podlaska der Woiwodschaft Lublin in Polen, Sitz der Gemeinde ist das Dorf Kobylany, bis 2013 war es die namensgebende Stadt Terespol, die jedoch der Gmina nicht angehört. Die Gmina hat eine Fläche von 170,8 km² und 6594 Einwohner (Stand 31. Dezember 2020).

## Geographie
Die Landgemeinde grenzt im Osten an Belarus und umfasst Terespol im Norden, Westen und Süden. 14 % des Gemeindegebiets ist bewaldet, 73 % werden landwirtschaftlich genutzt.

## Verwaltungsgeschichte
Von 1975 bis 1998 gehörte die Gmina zur Woiwodschaft Biała Podlaska.

## Gliederung
Zur Landgemeinde Terespol gehören folgende 25 Schulzenämter:
Bohukały, Dobratycze-Kolonia, Kobylany, Koroszczyn, Kołpin-Ogrodniki, Krzyczew, Kukuryki, Kużawka, Lebiedziew, Lechuty Duże, Lechuty Małe, Łęgi, Łobaczew Duży, Łobaczew Mały, Małaszewicze, Małaszewicze Duże, Małaszewicze Małe, Michalków, Murawiec-Żuki, Neple, Podolanka, Polatycze, Samowicze, Starzynka und Zastawek.
Weitere Ortschaften sind: Koroszczyn (Kolonie), Kosomina, Lebiedziew (Kolonie), Majątek, Michalków (Kolonie), Morderowicze, Surowo, Wielkie Pole und Żuki.